# Моника Милосављевић
Моника Милосављевић (Чачак, 8. фебруар 1985) српски је археолог и доцент на Филозофском факултету Универзитета у Београду.

## Образовање
Моника Милосављевић је рођена у Чачку 8. фебруара 1985. године, где је завршила Чачанску гимназију. Током средње школе је била и полазник семинара археологије у Истраживачкој станици Петница, где ће касније бити предавач. Основне студије археологије уписује на Филозофском факултету Универзитета у Београду 2004. године и завршава их 2009. Мастер рад Теоријске перспективе у истраживању дивљег човека као концепта другог у археологији под менторством Александра Палавестре брани 2010. године. Докторску дисертацију Концепт другости варварства и варваризације у српској археологији исто под менторством Палавестре брани 2015. године на Филозофском факултету Универзитета у Београду.

## Научни рад
Милосављевић се бави теоријском археологијом и историјом идеје у археологији и антропологији. У оквиру теоријске археологије посебно изучава археологију идентитета, археолошку епистемологију и социокултурну еволуцију.
За асистента на Филозофском факултету Универзитета у Београду је изабрана 2013. године, а за доцента 2016. На факултету предаје низ курсева заједно са Александром Палавестром и Марком Порчићем студентима основних, мастер и докторских студија.
Члан је Српског археолошког друштва од 2016. године, Европске асоцијације археолога од 2013. године и сарадник у Центру за теоријску археологију на факултету. Служи се енглеским, француским и италијанским језиком.

## Селектована библиографија
- Милосављевић, Моника (2011). „Дивљи човек као мера другости”. Етноантрополошки проблеми. 3: 607—624.
- Милосављевић, Моника (2011). „Археологија над моштима”. Антропологија 11. 2: 115—140.
- Милосављевић, Моника (2012). „Нико Жупанић и историјска антропологија балканских народа”. Етноантрополошки проблеми. 3: 681—708.
- Милосављевић, Моника (2013). „Нико Жупанић и конструкција југословенске етногенезе”. Етноантрополошки проблеми. 3: 717—746.
- Милосављевић, Моника (2013). „Трговина "туђим телима" у служби немачке антропологије”. Антропологија 13. 2: 189—209.
- Палавестра, Александар; Милосављевић, Моника (2015). „Дело Јована Цвијића и Владимира Дворниковића кроз призму српске археологије”. Етноантрополошки проблеми. 3: 619—649.
- Милосављевић, Моника; Палавестра, Александар (2016). „Васићев закон периферије”. Етноантрополошки проблеми. 3: 775—808.
- Милосављевић, Моника; Палавестра, Александар (2016). „Хипербореја у српској археологији”. Архаика. 4: 119—140.